# 2009年冬季ユニバーシアード
2009年冬季ユニバーシアード（XXIV Winter Universiade）は、2009年2月18日から28日まで、中華人民共和国・黒竜江省ハルビンで開催された第24回冬季ユニバーシアード。中国での冬季ユニバーシアードは初。アルペンやノルディックなどのスキー競技の多くはハルビン市（副省級市）地域に属する尚志市の亜布利スキーリゾートで開催された。

## 実施競技
- スピードスケート
- ショートトラック
- フィギュアスケート
- アイスホッケー
- カーリング
- アルペンスキー
- クロスカントリースキー
- スキージャンプ
- ノルディック複合
- フリースタイルスキー
- スノーボード
- バイアスロン

## 外部サイト
- 大会公式ページ （中国語） （英語）